# رودریگو رومرو
رودریگو رومرو (اسپانیایی: Rodrigo Romero‎؛ زادهٔ ۸ نوامبر ۱۹۸۲) بازیکن فوتبال اهل پاراگوئه بود.
از باشگاه‌هایی که در آن بازی کرده‌است می‌توان به باشگاه فوتبال ناسیونال پاراگوئه اشاره کرد.